# Freulerpalast

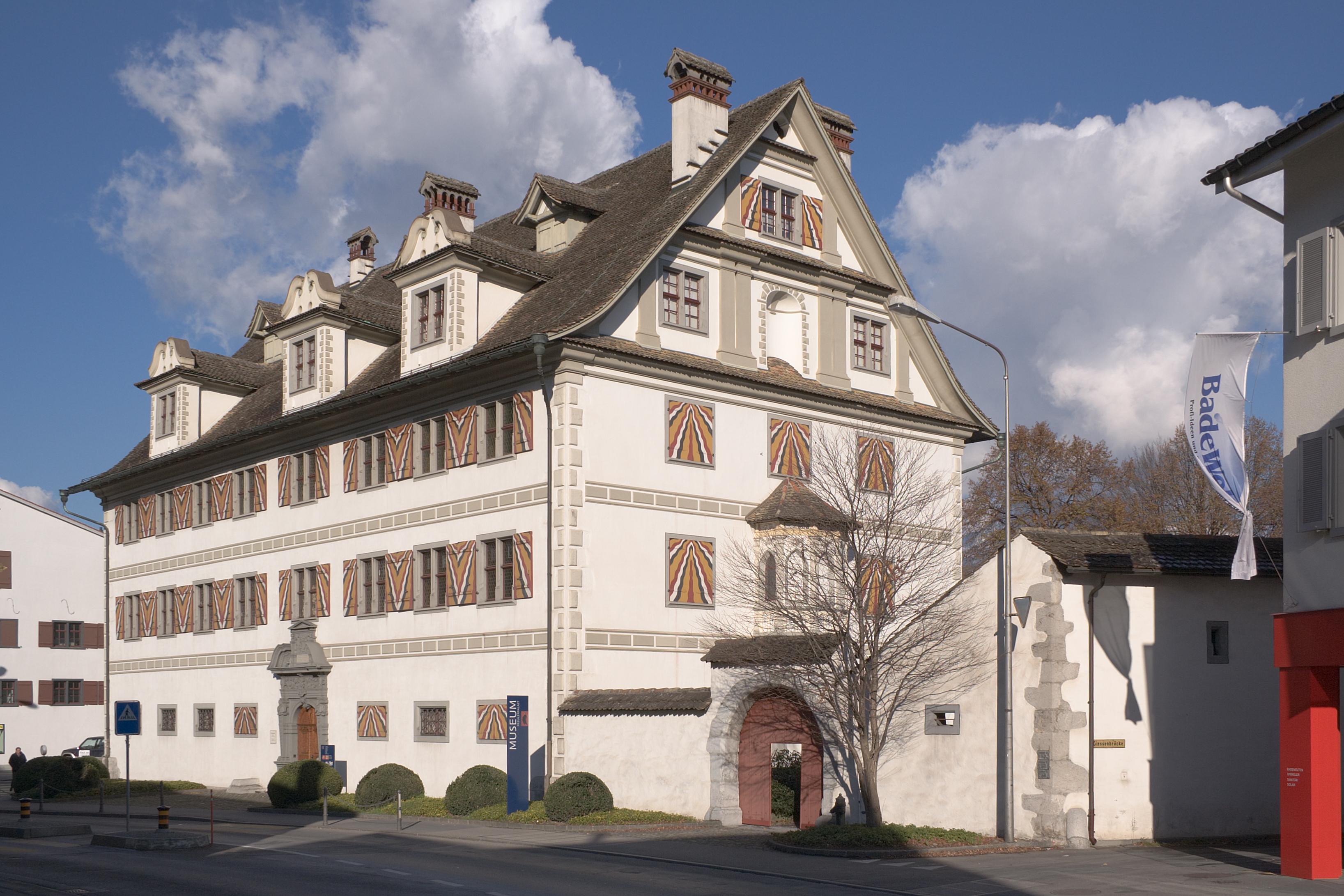
Vorderseite des Freulerpalasts

Der Freulerpalast ist ein barockes Herrenhaus in der Ortschaft Näfels im Kanton Glarus.

## Geschichte
Die Anlage wurde 1642 bis 1647 für Kaspar Freuler, einen aus Näfels stammenden französischen Offizier, errichtet. Die Familie Freuler musste das Herrenhaus 1840 aus finanziellen Gründen an die Gemeinde Näfels abstossen. In den Jahren 1937 bis 1942 erfolgte eine Renovation durch die «Stiftung für den Freulerpalast», die den Gebäudekomplex später aufkaufte. Seit 1946 befindet sich im Freulerpalast das «Museum des Landes Glarus», welches der Geschichte des Kantons, speziell auch der Industrie- und Tourismusgeschichte gewidmet ist.

## Gebäude

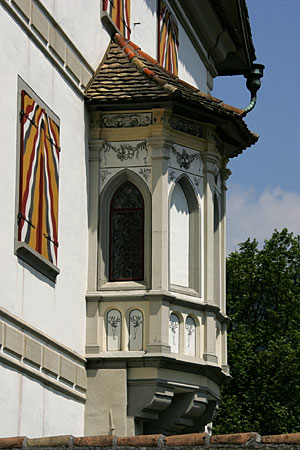
Erker in gotisierendem Barock

Der ummauerte Hof umfasst neben dem zweiflügeligen Hauptgebäude Stallungen und einen 1942 rekonstruierten Barockgarten. Die Fassaden werden von schwungvoll angelegten Lukarnen und bemalten Fensterläden und Sichtmauerwerkgesimsen geprägt. Der Polygonalerker an der Südseite des Hauptflügels zeigt nachgotische Formen, während die Portale manieristische Züge tragen.
Die prachtvolle Sala Terena im Erdgeschoss weist frühbarocke Gestaltungsformen auf. Bemerkenswert sind das reich mit Stuckaturen versehene Stichkappengewölbe sowie der Marmorkamin. Der Festsaal im Obergeschoss ist mit einer aufwändig geschnitzten Kassettendecke ausgestattet. An den Festsaal schliesst der offene Erker an, der eine kleine Hauskapelle mit barockem Säulenaltar beherbergt. In verschiedenen Räumen befinden sich reizvolle Kachelöfen.

## Bedeutung
Der Freulerpalast gehört zu den prunkvollsten Herrenhäusern der Schweiz. Er gilt als vorzügliches Beispiel für frühbarocke Profanarchitektur im Alpenraum.